# Jadransko morje
Jadránsko mórje ali Jadrán (hrvaško Jadransko more, srbsko Јадранско море, italijansko Mare Adriatico, albansko Deti Adriatik) je okoli 800 km dolg in 150 km širok zaliv Sredozemskega morja, ki deli Apeninski polotok od Balkanskega polotoka. 

## Izvor imena
Izvor imena Jadran je povezan z etruščansko naselbino Adria, ki verjetno izhaja iz ilirskega adur, dob. 'voda', 'morje'. V klasični antiki je bilo morje znano kot Mare Adriaticum (Mare Hadriaticum, včasih tudi poenostavljeno v Adria) ali redkeje kot Mare Superum; dob. 'Zgornje morje'. Izraza nista bila sinonima. Mare Adriaticum na splošno ustreza obsegu Jadranskega morja, ki sega od Beneškega zaliva do Otrantskih vrat. Rimski avtorji so to mejo bolj dosledno opredelili – zgodnji grški viri postavljajo mejo med Jadranskim in Jonskim morjem na različnih mestih, od sosednjega Beneškega zaliva do južne konice Peloponeza, vzhodnih obal Sicilije in zahodnih obal Krete. Po drugi strani je Mare Superum običajno obsegal tako moderno Jadransko morje kot morje ob južni obali Apeninskega polotoka, vse do Sicilije. Drugo ime, uporabljeno v tem obdobju, je bilo Mare Dalmaticum, ki se uporablja za vode ob obali Dalmacije ali Ilirika. V zgodnjem novem veku je bilo celotno morje znano tudi kot Beneški zaliv (italijansko: golfo di Venezia), čeprav se to ime zdaj neformalno uporablja samo za severno območje morja, od točke Maestra v delti reke Pad do rta Kamenjak na istrskem polotoku.
Imena za morje v jezikih okoliških držav so med drugim; albanščina Deti Adriatik; emilijansko Mèr Adriatic; furlansko Mâr Adriatic; grško Αδριατική θάλασσα – Adriatikí thálassa; istrsko romunščina Marea Adriatică; italijanščina Mare Adriatico; hrvaščina Jadransko more; srbščina Јадранско море; slovenščina Jadransko morje; beneško Mar Adriàtico. V srbščini, hrvaščini in slovenščini se morje pogosto imenuje preprosto Jadran.

## Zgodovina Jadranskega morja
Po svojem nastanku, ekoloških razmerah in živih bitjih pripada Jadransko morje k Sredozemskemu morju. Južni del Jadranskega morja, kot tudi Sredozemsko morje sta ostanek davnega morja Tetis, ki je mezozoiku in v začetku terciarja pokrivalo velik del Zemlje. To morje je imelo izrazite tropske značilnosti. Geološka preteklost Jadrana se torej ujema z zgodovino Sredozemskega morja, čeprav so nekateri geološki procesi v Jadranu potekali neodvisno, zaradi česar Jadran obravnavamo kot posebno biogeografsko podenoto Sredozemskega morja. Jadransko morje je najbolj zaprt ter od drugih delov Sredozemlja ločen del, katerega hladna in manj slana sredozemska voda pomembno vpliva na ekološke razmere v Jadranskem morju, kar je zlasti izrazito v njegovem južnem delu.  
Globoki, južni del Jadranskega morja je po nastanku mnogo starejši od plitvega severnega dela, ki je nastal šele po zadnjih ledenih dobah. Jadransko morje, kot ga poznamo danes, se razprostira ujeto med dve mladi gorski verigi (Apenini na zahodu in Dinarsko gorstvo na vzhodu), ki sta nastali iz sedimentov. Tektonski premiki in gubanja omenjenih gorstev sta nastajala v eocenu in oligocenu. Tako je v grobem nastal jadranski bazen, ki je bil v eocenu zalit z morjem Tetis. To je bilo tropsko morje, o čemer pričajo številni fosilni ostanki raznih grebenskih koralnjakov iz eocenskega obdobja. V oligocenu je v jadranskem bazenu prišlo do nadaljnjih manjših gubanj in splošnega dvigovanja dna, kar je privedlo do povečevanja kopnega. Dvigovanje dna je bilo razvito predvsem v vzhodnem delu bazena, tako da je v miocenu morje zalivalo le apeninski del današnjega jadranskega bazena in je le ponekod, v svojem južnem delu, segalo tudi na vzhodno stran. V pliocenu so bila tektonska gibanja izrazita, dno se je nekaj časa dvigovalo nato pa spet spuščalo, tako da se je velikost morja neprestano spreminjala. V ledenih dobah se je raven morja spuščala in je prevladovalo kopno, med posameznimi ledenimi dobami pa se je gladina morja dvigovala in je prevladovalo morje. Z nastopom hladnejših obdobij je morje postopoma izgubljalo tropske značilnosti. V ledenih dobah so tako prevladovali borealni rastlinski in živalski elementi, danes pa Jadran uvrščamo med zmerno topla morja, v katerem žive nekateri relikti, ki sicer živijo v subtropskih oz. severnih morjih. Dno severnega Jadrana  ima vse do konca ledenih dob značilnost kopnega, ki ga med poledenitvami prekrivajo debeli sloji rečnih sedimentov. Ob koncu pleistocena se je dno jadranskega bazena v povprečju znižalo za okrog 100 m. Morje je zalilo območje severnega Jadrana in mnoge doline rek na vzhodni obali (npr. Raša, Krka). To je bilo obdobje, v katerem je Jadransko morje v glavnem dobilo današnjo podobo.

## Geografija
Jadransko morje je omejeno na severni geografski širini 45° 45' in 39° 45' N ter vzhodni geografski dolžini 12° 15' in 19° 45' E. Skupna dolžina obale Jadranskega morja (kopenski del in obala otokov) znaša skoraj 8000 km, dolžina samo kopenskega dela pa 3740 km, široko pa v povprečju 157,4 km; Otrantska vrata med Salentinskim polotokom v Italiji in Kepi i Gjuhëzës v Albaniji, skozi katera se na jugu odpira v Jonsko morje, so široka 72 km. Veriga otokov vzdolž severnega dela vzhodne obale nadalje zmanjša največjo širino odprtega morja za približno 20 km. Skupna površina morja je približno 138 600 km².
Severni del morja je zelo plitev, Beneški zaliv med južno obalo Istre in Riminijem redko preseže globino 50 m. Med Šibenikom in Ortono je izrazita kotanja, kjer globina doseže 180 m. Med otokom Korčula in italijanskim polotokom Gargano poteka Palagruški prag (do 170 m). Najglobljo točko približno 1240 m doseže Jadransko morje v obsežni, v povprečju okrog 900 m globoki kotanji vzhodno od polotoka Gargano, južno od Dubrovnika in zahodno od Drača.  Proti Otrantskim vratom se morsko dno zlagoma dvigne in tvori podmorski prag na globinah od 600 do 800 m. Povprečna globina Jadrana je ocenjena na 252 m.
Največji zalivi so poleg Beneškega zaliva s skrajnim severnim - Tržaškim, še Manfredonijski zaliv v Italiji, Kvarner z Malim Kvarnerjem in Reškim zalivom med največjim jadranskim polotokom Istro in Hrvaškim primorjem z več otoki, med njimi sta dva največja jadranska (Krk in Cres), na jugovzhodu pa so mdr. izrazitejši manjši zalivi Novigradsko morje, Šibeniški zaliv, Splitski in Kaštelanski zaliv, Neretvanski kanal z Malim morjem in Malostonskim zalivom na Hrvaškem (delno tudi v BiH), Boka Kotorska v Črni gori, v Albaniji pa predvsem Drimski in Valonski zaliv (med njima so še Lazijski, Draški, Kavajski...). Ob obalah Jadrana je tudi nekaj lagun in slanih jezer, najbolj znana med njimi je Beneška laguna. Na jugu Italije je Tremitsko otočje, ki je edino otočje na zahodni jadranski obali, medtem ko je vzhodna, predvsem hrvaška obala z otoki kar posejana. Glavne skupine otokov na Hrvaškem delu Jadrana so Kvarnerski otoki, Zadrski, Srednjedalmatinski in Južnodalmatinski otoki, pa tudi manjši Elafiti pri Dubovniku. Približno sredi Jadrana ležijo Palagruški otoki.
Poleg Istre in Gargana je tretji največji polotok na Jadranu Pelješac, na skrajnem jugu Jadranskega morja v Albaniji pa polotok Karaburun, ki zapira Valonski zaliv.
Slanost Jadranskega morja z 38,3 ‰ presega povprečje Sredozemskega morja; v severnem delu (Beneški zaliv) je zaradi pritoka reke Pad nekoliko nižja kot v osrednjem in južnem delu.

## Vetrovi
Za Jadransko morje so značilni naslednji vetrovi:
- severnik (N) - tramontana
- sever-severovzhodnik (NNE) - burin
- severovzhodnik (NE) - burja
- vzhodnik (E) - levante
- jugovzhodnik (SE) - jugo, široko
- južnik (S) - oštro
- jugozahodnik (SW) - lebič, garbin
- zahodnik (W) - ponente
- severozahodnik (NW) - maestral

Vetrovi in posledično valovi so pomembni za gibanje in mešanje morske vode. Vetrovi nastanejo zaradi razlik v zračnem pritisku in pihajo z območja visokega zračnega pritiska k območjem nizkim zračnim pritiskom. Velikost valov, ki pri tem nastajajo, je odvisna od jakosti vetra, njegovega trajanja in dolžine morske površine, na kateri se valovi razvijajo.
Burja je veter, ki vpliva ne samo na gibanje vode v Jadranu, temveč tudi na njeno ohlajanje., ki je posledica navpičnega mešanja morske vode. Burja je suh in mrzel veter, ki lahko pozimi piha z orkanskimi hitrostmi (200 km/h). tako hitrost dosežejo le posamezni sunki.  Povprečna
Na hitrost je precej manjša, a še vedno znaša 100-120 km/h. Burja je najmočnejša v Tržaškem zalivu, Kvarnerju in Velebitskem kanalu. Valovi burje zaradi kratke steze na ozkem Jadranskem morju ne dosežejo orkanske velikosti. Na odprtem Jadranu lahko valovi dosežejo do 6 m. Valovi burje so kratki, nepravilni in strmi ter se penijo in lomijo. Ločimo ciklonsko in anticiklonsko burjo. Ciklonska burja je zelo močna burja, spremlja jo deževno in oblačno, včasih celo sneg. Taka burja piha le pozimi in je posledica obsežnega ciklona nad Jadranom, ki srka zrak s kopnega. 
Anitciklonska burja nastaja zaradi obsežnih razlik v zračnem pritisku med antisiklonom med S delom Evrope in ciklonskim območjem nad Sredozemljem. Anticiklonska burja lahko piha tudi poleti, ko se visok zračni pritisk iznad Evrope širi proti jugu, zato je anticiklonska burja znanilka lepega vremena.
Burja ni pomembna le za gibanje morske vode, pač pa tudi zato, ker ustvarja obilen pršec, ki ponekod močno razširi supralitoralni pas. Ta pas je na izpostavljenih mestih nekaterih kvarnerskih otokov širok do 10 m. burji podoben veter je tramontana, ki piha s severa. Ta veter je mrzel, vendar ne piha v sunkih in ni tako močan kot burja. Tramontana je pogostejša na južnem delu Jadrana. Burji podoben veter je tudi levant, ki piha z vzhoda. Pojavlja se ob deževnem in hladnem vremenu. Piha bolj ali manj enakomerno in je pogostejši na severnem Jadranu. Burin piha z iste strani, kot burja, a je bistveno šibkejši, nastaja pa le poleti. Je nočni veter, ki v obdobju lepega vremena zamenjuje dnevni veter – maestral. 
Drug pomemben veter na Jadranu je jugo, ki piha po vzdolžni osi Jadranskega morja. To je topel in vlažen zrak, ki piha enakomerno in ga pogosto spremlja dež. Hitrosti vetra so manjše kot pri burji, vendar so njegovi valovi zaradi daljše steze vzdolž Jadrana precej večji. Jugo je zelo močan na južnem delu Jadrana in ne ustvarja pršca tako, kot burja. 
Jugu podoben veter je garbin, ta je zelo močan in piha z jugozahoda ali zahoda in ustvarja velike valove. Poleti ima značilne lokalne termične nevihte, v drugih letnih časih pa  je posledica močnega anticiklona s središčem južno od Jadrana in izrazitega ciklona severno od Jadrana.

## Onesnaženost Jadranskega morja
Jadransko morje je zaprto in plitvo morje, zato je toliko bolj izpostavljeno škodljivemu delovanju človeka, kar ima za posledico onesnaženje obalnega morja. To velja zlasti za plitvi severni Jadran, torej tudi za slovenski delček morja. Onesnaževanje vpliva na življenje v morju neposredno in posredno. Neposredno s trenutnim onesnaženjem ( izliv nafte, druge pomorske nesreče, kjer pride do izlitja strupenih snovi, večje podvodne eksplozije), posredno pa s stalnim in dolgotrajnim onesnaževanjem, ki sicer ni vidno na prvi pogled, ima pa usodne in dolgotrajne posledice. Tako onesnaževanje postopoma spreminja ekološke razmere, kar privede do sprememb v biocenozah, katerih notranje ravnovesje se poruši. Temu sledita degradacija in postopno odmiranje.

## Trgovski (tovorni) promet v jadranskih pristaniščih
| Pristanišče    | Promet [mio. ton] |
| -------------- | ----------------- |
| Koper          | 9.431.497         |
| Ploče          | 1.100.000         |
| Pulj           | 494.000           |
| Reka           | 2.726.500         |
| Split          | 114.000           |
| Šibenik        | 570.000           |
| Trst           | 49.138.575        |
| Tržič, Italija | 3.270.792         |
| Zadar          | 360.000           |

## Vir
- "Adriatic Sea" Tiscali Encyclopedia Research Machines, 2008.
- Adrian Room, "Brewer's Dictionary of Names", p.7. (ISBN 1-85986-323-X)
- a b "Adriatic Sea" Britannica Encyclopedia 2008. Online Library Edition 7.
- "Limits of Oceans and Seas, 3rd edition". International Hydrographic Organization.
- Blue Flag Programme - Croatia
- The Bora Wind of the Adriatic Sea